# 亞倫氏螺屬
亞倫氏螺屬（學名：Yaronia）是縮口螺科縮口螺亞科之下的一個海洋腹足綱軟體動物的屬。
本屬的名稱是用來紀念以撒·亞倫（Isaac (Jitzchak) Yaron；1934-1985），「以表揚他讓大眾對紅海的軟體動物有更好的認識」:4。

## 物種
截至2018年3月15日，本屬包括這兩個物種：
- Yaronia albobrunnea (Bozzetti, 2014)：模式產地位於馬達加斯加，舊屬平厣螺属[4][5]
- Yaronia gestroi (Caramagna, 1888)

taxon inquirendum
- Yaronia pyropus (Reeve, 1848)

過往物種
- Turbo pustulatus[2]